# Erlend Lesund
Erlend Lesund, född 11 december 1994 i Oslo, är en norsk professionell ishockeyspelare som spelar för Rögle BK i SHL. Hans moderklubb är Manglerud Star.
Han flyttade till Sverige inför säsongen 2011/2012 då han värvades till Timrå IK, där han spelade juniorishockey. Han skrev kontrakt med Sparta Sarpsborg i norska Fjordkraftligaen säsongen 2013/2014. Inför säsongen 2015/2016 värvades han till Mora IK. Han skrev på ett tvåårskontrakt med Rögle BK inför säsongen 2019/2020.